# اچ‌ام‌اس لینکلن (۱۶۹۵)
اچ‌ام‌اس لینکلن (۱۶۹۵) (به انگلیسی: HMS Lincoln (1695)) یک کشتی بود که طول آن ۱۳۰ فوت ۷ اینچ (۳۹٫۸ متر) بود.